# Potaninia mongolica
Potaninia mongolica är en rosväxtart som beskrevs av Carl Maximowicz. Potaninia mongolica ingår i släktet Potaninia och familjen rosväxter. Inga underarter finns listade i Catalogue of Life.